# Крючков, Анатолий Викторович
Анато́лий Ви́кторович Крючко́в (29 апреля 1944, Хирино, Рязанская область — 8 мая 2005, Москва) — председатель Политсовета Центрального Комитета Российской партии коммунистов (1992—2001), первый секретарь Московской организации Российской партии коммунистов, секретарь ЦК РКРП-РПК (2001—2005).
Подполковник милиции, кандидат юридических наук. Автор научных работ и учебных пособий по криминологии, публикаций в газетах «Ленинское знамя», «Мысль», «Правда».

## Биография
Анатолий Викторович Крючков родился 29 апреля 1944 года в деревне Хирино Рязанской области в крестьянской семье. Окончил начальную школу в Хирино, 7 классов — в посёлке Дягилево.
Окончив в 1963 году путейское отделение Рязанского техникума железнодорожного транспорта, работал старшим рабочим, бригадиром-путейцем на станции Волово в Тульской области. В 1964—1967 годы служил в армии, в Таманской дивизии. С 1967 года — клепальщик, затем технолог, мастер на Рязанском авиаремонтном заводе.
С 1969 года служил в органах внутренних дел: участковый инспектор милиции, затем — начальник отделения профилактики ОВД Железнодорожного района Рязани. В декабре 1970 года вступил в КПСС.
В 1974 году, окончив Всесоюзный юридический заочный институт, поступил в адъюнктуру Академии МВД СССР. После защиты кандидатской диссертации с 1979 года — преподаватель, затем — старший преподаватель Академии МВД СССР. С августа 1983 года — старший, затем ведущий научный сотрудник Всесоюзного научно-исследовательского института МВД СССР. В феврале 1992 года в звании подполковника милиции вышел в отставку и посвятил себя партийной деятельности.
15 мая 1992 года был избран председателем Политсовета ЦИК РПК. В июле 1993 года РПК вошла в состав Фронта национального спасения; А. В. Крючков участвовал в работе II конгресса Фронта и был избран членом Политсовета Фронта. Во время октябрьских событий 1993 года был назначен начальником штаба ФНС по защите Дома Советов.
После объединения Российской коммунистической рабочей партии и Российской партии коммунистов (2001) был сопредседателем, секретарём Центрального Комитета РКРП-РПК.
Умер в Москве 8 мая 2005 года после тяжёлой и продолжительной болезни.

## Научная деятельность
Исследовал проблемы в сфере профилактики правонарушений, в том числе организацию профилактической работы органов внутренних дел и профилактической деятельности участковых инспекторов милиции. Автор 29 научных работ, в том числе 6 пособий по криминологии.

### Избранные труды
- Крючков А. В. Проблемы организации профилактической деятельности горрайорганов внутренних дел : Автореф. дис. … канд. юрид. наук. — М., 1979. — 22 с.
- Крючков А. В. Профилактическая служба горрайорганов внутренних дел : Учеб. пособие. — М. : Б. и., 1982. — 106 с. — (В надзаг.: Акад. МВД СССР).

## Политическая деятельность
Политическая деятельность А. В. Крючкова имела целью сохранение исходных ленинских принципов партийной и государственной деятельности. В июне 1989 года присоединился к работе московского партклуба «Коммунисты за перестройку», но с ростом в нём «социал-демократического уклона» перешёл в Марксистскую платформу в КПСС, стал в апреле 1990 членом Координационного совета этого движения, ответственным за организационную работу. Одной из задач ставилась реформа КПСС «демократическим путём…, чтобы… освободить её от командно-бюрократического налёта и способствовать возрождению идей социализма, … противодействовать трансформации КПСС в социал-демократическую партию с буржуазной ориентацией».
В сентябре 1990 года был избран членом ЦК Компартии РСФСР от Марксистской платформы в КПСС. В том же году на XXVIII съезде КПСС А. В. Крючков был избран в программную комиссию.
После запрета КПСС был одним из инициаторов создания на базе Марксистской платформы в КПСС Российской партии коммунистов. С осени 1991 года был одним из организаторов митингов с участием РПК.
В 2005 году поддержал массовые акции протеста против монетизации льгот, был одним из организаторов перекрытий дорог в Солнечногорске.